# 요한 라츠
요한 라츠(네덜란드어: Johan Laats, 1967년 1월 10일~)는 벨기에의 유도 선수이다. 1988년, 1992년, 1996년 하계 올림픽에 참가했고 세계 선수권 대회에서 은메달 1개를 획득했다.